# Ariane Ségal
Pour les articles homonymes, voir Ségal.
Ariane Ségal (née Ariane Haakman le 24 novembre 1917 à Paris 8e et morte le 25 mars 2011 à Paris 15e,) est une éditrice et productrice de musique. 
Elle est la fondatrice de la maison de disques Arion en 1967, maison qu'elle dirigera jusqu'en 1998.
Elle est connue pour avoir produit, puis publié, à partir des années 1960, des répertoires de musique inédits et novateurs pour l'époque, en proposant notamment des inédits de musique classique et en publiant des artistes dont le style constitue ce qui deviendra la musique du monde.